# Algarobius prosopis
Algarobius prosopis là một loài bọ cánh cứng trong họ Bruchidae. Loài này được Leconte miêu tả khoa học năm 1858.